# Platycheirus barkalovi
Platycheirus barkalovi är en tvåvingeart som beskrevs av Mutin 1999. Platycheirus barkalovi ingår i släktet fotblomflugor, och familjen blomflugor. Inga underarter finns listade i Catalogue of Life.